# Спомен-биста Ламартину на Врачару
Спомен-биста Ламартину на Врачару се налази у Карађорђевом парку, а дело је словеначког вајара Лојзеа Долинара (Љубљана, 19. април 1893. — Ичићи код Опатије, 9. септембар 1970)

## Откривање споменика
Биста француског књижевника Алфонса де Ламартина (висина 60 цм, укупна висина 260 цм) носи натпис „Ламартину пророку југословенског уједињења“, а откривена је 1933. године, у знак сећања на Ламартинов боравак у Србији и стогодишњицу објављивања његовог дела „Пут на Исток“ у којем се налази поглавље „Белешке о Србији“. Он је тада изнео своје чврсто уверење да ће ускоро доћи до уједињења Јужних Словена. Недалеко од споменика почиње улица названа по француском писцу.  
То није једини споменик Ламартину у Београду, постоји још један у Земунском парку.

## Ламартин
Алфонс де Ламартин (1790-1869) је био француски књижевник и политичар. У свом прозном делу „Пут на Исток“ описао је Србију и њену борбу за слободу. Његово деловање допринело је разумевању Срба и Француза, мењању мишљења Француза о опстанку отоманског царства и отпочињању ере француско-српског пријатељства. Огроман утисак на њега оставила је Ћеле-кула у Нишу после чега је записао „Нека Срби сачувају овај споменик! Он ће научити њихову децу шта вреди независност једног народа, показујући им по какву цену су их платили њихови очеви.“

## Аутор Лојзе Долинар
Лојзе Долинар се данас сматра једним од најзначајнијих словеначких вајара 20. века. Студирао је на бечкој академији, а потом се усавршавао у Минхену. До 1920. године је студирао у Њујорку, а по повратку у Европу стекао је репутацију дизајнирања и израде јавне монументалне скулптуре. Године 1946. придружио се београдској Академији ликовних уметности, где је 1949. стекао професорско звање.      
Био је члан Словеначке академије науке и уметности од 2.6.1953, а редовни члан од 5.2.1970. године.